# Michauxia campanuloides
Michauxia campanuloides là loài thực vật có hoa trong họ Hoa chuông. Loài này được L'Hér. mô tả khoa học đầu tiên năm 1788.
Đây là loài bản địa Hy Lạp, Thổ Nhĩ Kỳ, Syria, Lebanon, Palestine, Israel. Chúng mọc trên đá.